# Ragnar Hultén
Ragnar Amandus Hultén, född 15 november 1897 i Vänersborg, död 21 april 1997 i Stockholm, var en svensk sångare (baryton) och sångpedagog med professors namn.

## Biografi
Hultén studerade 1920–1921 vid Stockholms musikkonservatorium och debuterade 1923. Han var lärare i sång vid Musikhögskolan i Stockholm 1948–1963 och var tillsammans med Clary Morales en av grundarna av Svenska sångpedagogförbundet. Han erhöll professors namn 1962 och invaldes den 15 november samma år som ledamot 701 av Kungliga Musikaliska Akademien.
Bland bemärkta elever finns Alice Babs, Rolf Jupither, Ulla Billquist, Rolf Cederlöf, Margareta Hallin, Lars Lönndahl.

## Teater

### Roller (ej komplett)
| År   | Roll           | Produktion                                                                           | Regi             | Teater        |
| ---- | -------------- | ------------------------------------------------------------------------------------ | ---------------- | ------------- |
| 1934 | Franz Schubert | Jungfruburen Alfred Maria Willner, Heinz Reichert, Franz Schubert och Heinrich Berté | Nils Johannisson | Oscarsteatern |